# فورتزا موتوراسپورت ۵
فورزا موتور اِسپورت ۵ (انگلیسی: Forza Motorsport 5) یک بازی ویدئویی در سبک شبیه‌سازی مسابقه است که توسط ترن ۱۰ استودیوز توسعه یافته و به‌وسیلهٔ استودیو مایکروسافت در پلت‌فرم اکس‌باکس وان منتشر شده‌است. این بازی در تاریخ ۲۲ نوامبر ۲۰۱۳، به عنوان بازی زمان عرضه برای کنسول اکس‌باکس وان منتشر شد. از خصوصیات بازی می‌توان به حضور جرمی کلارکسون، جیمز می و ریچارد هموند از برنامهٔ تلویزیونی تخت‌گاز برای تفسیر بازی در زمان انتخاب یک رویداد جدید، مسابقه قهرمانی یا لیگ اشاره کرد.